# ラジオジュテーム
ラジオジュテームとは、1998年10月から2000年3月まで文化放送・東海ラジオ・朝日放送で放送されたラジオ番組、いわゆるアニラジである。「だらだらトーク」がテーマで、自由奔放な放送を行った。

## パーソナリティ
池澤春菜
フレンチネームは「池澤武蔵モンテスキュー春菜」。
氷上恭子
フレンチネームは「氷上大和ポルナレフ恭子」。
田中理恵
途中からアシスタントとして参加した。

## 主なコーナー
春菜のため息
負けるな！恭子ちゃん
易しいフランス語会話講座
難しい日本語講座
番組冒頭で行われる。番組名にジュテーム（フランス語: Je t'aime.、意味は英語: I love you.と同義）とあるとおり、当初はフランス語を前面に出してフランス語講座を行っていたが、後に日本語講座へと変貌を遂げた。

## エピソード
- 池澤が応援する格闘家・武藤敬司がゲストとして出演したことがある。
- 池澤はこの番組終了後、2003年のNHKフランス語講座に出演した。

## 関連商品

### 番組CD
- q'est-ce que c'est?~けすくせ~
- pourquoi?~ぷるくわ?~
- Poe et Moe/foie gras ~ふぉあぐら~
- ディスク・ジュテーム（1～4）

### ドラマCD
- 「ダブルキャスト」ザ・ドラマCD[1]
- 「季節を抱きしめて」ザ・ドラマCD[2]
- 「サンパギータ」ザ・ドラマCD[3]
- 「雪割りの花」ザ・ドラマCD[4]